# Holothuria fuscocinerea
Holothuria fuscocinerea is een zeekomkommer uit de familie Holothuriidae.
De wetenschappelijke naam van de soort werd in 1833 gepubliceerd door Wilhelm Friedrich Jaeger.